# Valley girl

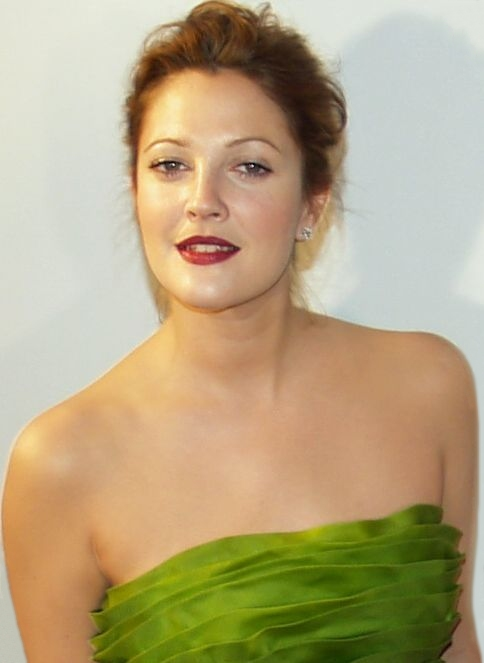
Drew Barrymore photographiée par David Shankbone.

Pour les articles homonymes, voir Valley Girl (homonymie).
Valley girl (litt., la « fille de la vallée ») est une locution anglaise qui désigne un stéréotype de jeune femme américaine caractérisée par sa manière de parler (une forme exagérée de l'anglais de Californie appelé Valleyspeak (en) ou Valspeak) et son caractère excentrique, égocentrique, hédoniste, consumériste et souvent de mœurs légères.

## Historique
L'expression « Valley girl » est apparue dans les années 1980. Elle décrivait à l'origine les jeunes filles américaines issues des classes moyennes et aisées qui vivaient dans les quartiers résidentiels de la vallée de San Fernando, dans la banlieue de Los Angeles en Californie.
Le terme est devenu dans les années ultérieures plus largement appliqué à toute femme vivant aux États-Unis qui  engendre les effets associés de ditziness (excentricité ou « cerveau dispersé »), airheadedness (idiotie, bêtise) et un plus grand intérêt pour la consommation ostentatoire que pour son accomplissement intellectuel ou personnel.

## Dans la culture populaire
Ce stéréotype est illustré par la chanson Valley Girl (1982) de Frank Zappa et par le film Valley Girl (1983) de Martha Coolidge.